# Naranjito (Honduras)
Naranjito è una città dell'Honduras facente parte del dipartimento di Santa Bárbara.
Il comune venne istituito nel 1844 ed ottenne lo status di città il 15 gennaio 1944.